# Charlotte Sachs Bostrup
Charlotte Sachs Bostrup, född 3 oktober 1963, är en dansk filmregissör och skådespelare. Hon är dotter till TV-journalisterna Steen och Jette Bostrup, och syster till TV-värden Camilla Sachs Bostrup. 
Hon utbildade sig på Galina Brenaas skådespelarskola i Köpenhamn 1983–1987, och bildade därefter teatergruppen Teater FÅR302 tillsammans med bland andra Lars Brygmann. Snart började hon regissera, och gick Filmskolens ett och ett halvt år långa manusutbildning under Mogens Rukov.  
Charlotte Sachs Bostrup filmdebuterade 1997 med novellfilmen Fridas første gang, som fick god kritik. 

## Filmer i urval (regissör)
- För kärlekens skull - Ett litet rött paket (1999)
- Anja & Viktor (2001)
- Askepop - the movie (2003)
- Anja efter Viktor (2003)
- Familien Gregersen (2004)
- Veninder (2005)
- Karlas kabale (2007)
- Karla og Katrine (2009)
- Kartellet (2014)